# Bệnh hại gỗ

Bệnh hại gỗ là những loại bênh cây mà bộ phận bị gây hại là gỗ của thân cây.

## Nguyên nhân
Nguyên nhân chủ yếu là do côn trùng hại gỗ (ví dụ: mối, mọt, sâu non xén tóc,...), hoặc nấm mục hại gỗ. Gỗ sẽ bị thay đổi màu sắc, khối lượng riêng, giảm trầm trọng các tính chất cơ lý chịu lực của gỗ.

## Tác hại
Thường làm giảm tuổi thọ của các công trình, đồ dùng làm bằng chất liệu gỗ, ảnh hưởng đến năng suất cây trồng. Thiệt hại lớn về mặt kinh tế, ngoài ra nó còn có thể ảnh hưởng đến đời sống.

## Khắc phục
- Sử dụng phương pháp phòng trừ tổng hợp IPM
- Sử dụng thuốc hóa học, tẩm các hóa chất bảo quản
- Ngâm trong môi trường yếm khí (ngâm bùn), đây là phương pháp cổ truyền, dễ làm và rất hiệu quả.